# 株林野史
《株林野史》，清朝署名痴道人的性文学长篇小说。

## 内容
全书讲述发生在春秋时期著名女性夏姬周围的宫廷事情和社会世态。

## 思想
全书主旨论述女人是祸水，贪淫会亡国，对女性地位有所偏见和恶意贬毁。

## 版本
全书六卷十六回。

## 禁毁
清朝统治者为了稳定政权，控制文化，列出了各种各样的禁书，其中有六大禁书，《株林野史》为其中之一。六大禁书为：《载花船》、《蜃楼志》、《品花宝鉴》、《闹花丛》、《株林野史》、《绿野仙踪》。嘉庆十五年六月御史伯依保上奏嘉庆皇帝，《株林野史》、《灯草和尚》、《如意君传》、《浓情快史》、《肉蒲团》等描写“秽亵不端之事”，请求禁毁。同治七年，江苏巡抚丁日昌再次禁毁《株林野史》。